# Poul Molich
Poul Molich (født 3. december 1918 i Aalborg, død 15. marts 2006) var en dansk bådebygger og skibsingeniør.

## Historie
Molich voksede op i sin fødeby, og allerede som 16-årig byggede han sin første båd. Masten var sat sammen af to forskellige stykker træ, der opførte sig forskelligt i høj og lav luftfugtighed. Derfor sejlede båden altid bedre på den ene halse end den anden, men han gentog aldrig fejlen, og siden har han konstrueret adskillige både.
I 1943, da Molich arbejdede på Thurø hos Henry Rasmussen, tegnede han sin første kapsejladsbåd. Den var 8,75 m lang og 1,75 bred.
Poul Molich flyttede til Hundested i 1944 med sin kone og tre børn, Knud, Peter og Elsebeth, da han netop var blevet uddannet skibsingeniør. Her fik han halvpart i bådeværftet på Hundested Havn. I 1948 blev den første lystbåd bygget på Hundested Bådebyggeri. Det var en nordisk krydser tegnet af Molich selv. Indtil 1950, hvor en 75 fods turbåd blev bygget, var der kun konstrueret fiskekuttere og en enkelt Nordisk Krydser på bådebyggeriet.
Sidst i 50’erne og først i 60’erne var der stor udvikling i bådebyggeriet. Der blev bygget en del fiskekuttere, men også lystbåde, der eksporteredes til USA, hvor de var efterspurgte. I en overgang var Molichs værft landet største med over 60 ansatte. Bådeværftet blev erstattet med et nyt, da Molich fik til opgave at bygge Svanen (1960) og Thyra (1961) til søværnet. Desuden fik han også sit eget smedeværksted, hvis spil og beslag hurtigt blev verdenskendte. Poul Molich satte en ære i at fremstille alt selv, så kvaliteten var i top, også selvom det kom til at koste mere.
Blandt de både, Molich byggede i tidens løb, kan nævnes mange hurtige og berømte både som Molich-X-Meteren samt både til Mærsk McKinney Møller og A.P. Møller. De fleste af disse udnyttede de internationale måleregler optimalt.
Senere gik Molich også ind i færgefart. Han købte en gammel fiskekutter sammen med et lokalt smedefirma, der i mange år havde sejlet i færgefart mellem Kulhuse og Lynæs. I de første år herefter var det Molichs børn, der solgte billetter på “færgen.”
Molich drev Bådebyggeriet til 1988, hvor sønnen Peter Molich overtog det.
Poul Molich vedblev at arbejde på Hundested Bådebyggeri, indtil han gik på pension i 1994.
I forbindelse med sin pension byggede Molich en 10-meter til sig selv kaldet Hugin. Indtil sin død stod Molich ved rorpinden som en ivrig kapsejler, der dog med tiden måtte have gasterne til at se for sig.
Molich døde af kræft den 15. marts 2006 og er begravet ved Lynæs Kirke.

## Film
Efter Molichs død vil Robert Grant og Henrik M. Møller lave en film om Poul Molich. De mener, at hans virke som en af de mest betydelige sejlskibskonstruktører i nyere tid er et filmprojekt værdigt.[kilde mangler]